# Air Southwest
Air Southwest was een luchtvaartmaatschappij met als thuishaven Plymouth City Airport in Plymouth in Engeland. Zij leverde reguliere regionale passagiersvluchten vanaf het zuidwesten van Engeland.

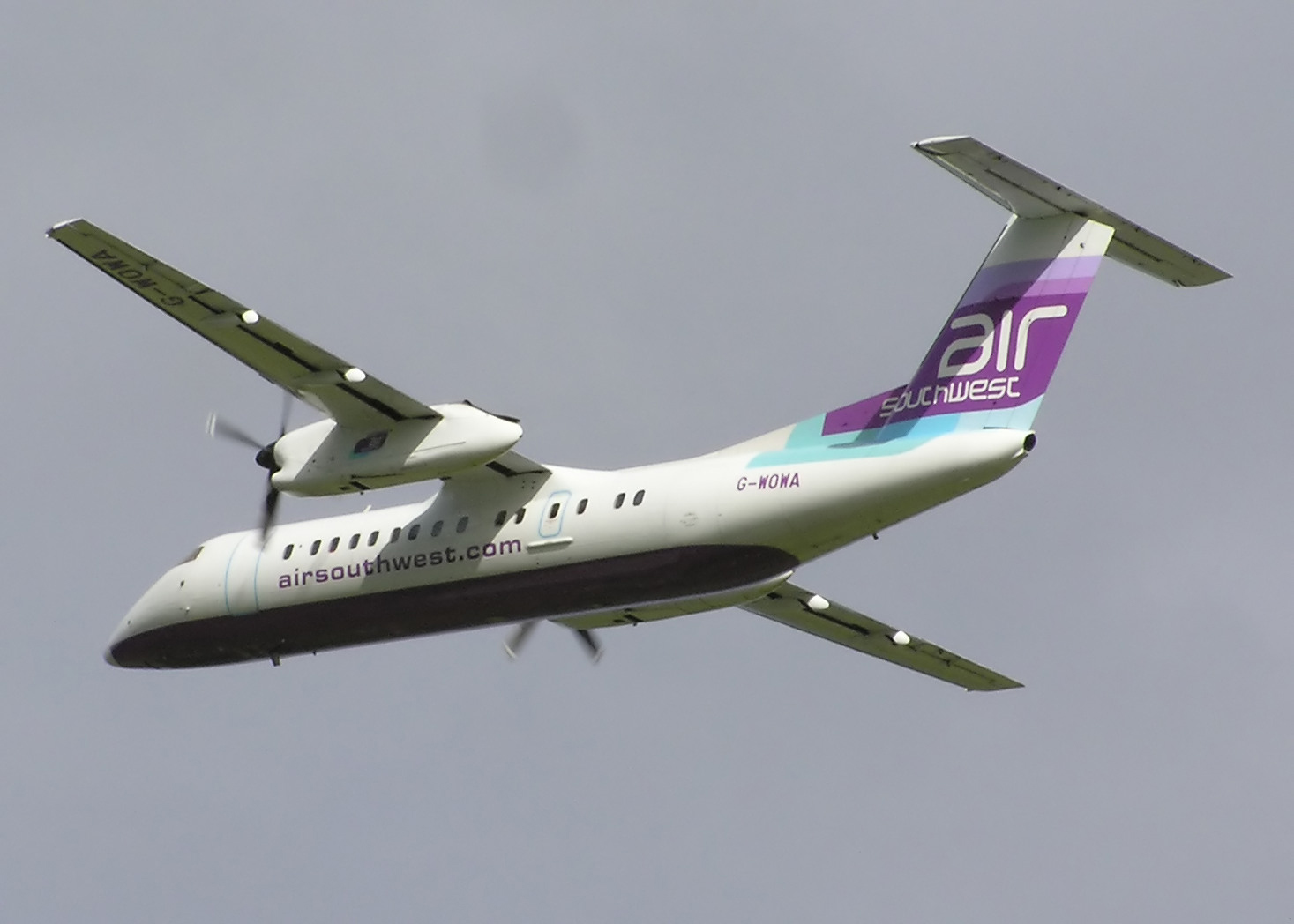
Air Southwest de Havilland Canada Dash 8 stijgt op vanaf Bristol International Airport in Engeland

## Geschiedenis
De luchtvaartmaatschappij werd in mei 2003 gesticht omdat British Airways onvoldoende diensten ging leveren in de regio. Op 26 oktober van datzelfde jaar begon Air Southwest met het leveren van diensten toen BA ophield met de vluchten van Plymouth naar Newquay naar Londen Gatwick; kort daarna begon ze ook de Plymouth-Bristol-Manchester route te vliegen en werd deze verlengd met Jersey. Op 11 april 2005 voegde het bedrijf hier ook nog vluchten naar Dublin (direct) en naar Leeds/Bradford via Bristol aan toe. Ook kwam er een hub op Newquay. Deze uitbreiding ging samen met een nieuwe bemanning gestationeerd op Newquay (daarvoor was er alleen één op Plymouth), waaronder vijf cabinebemanningen en tien piloten, op Newquay is 's nachts één vliegtuig van Air Southwest gestationeerd.

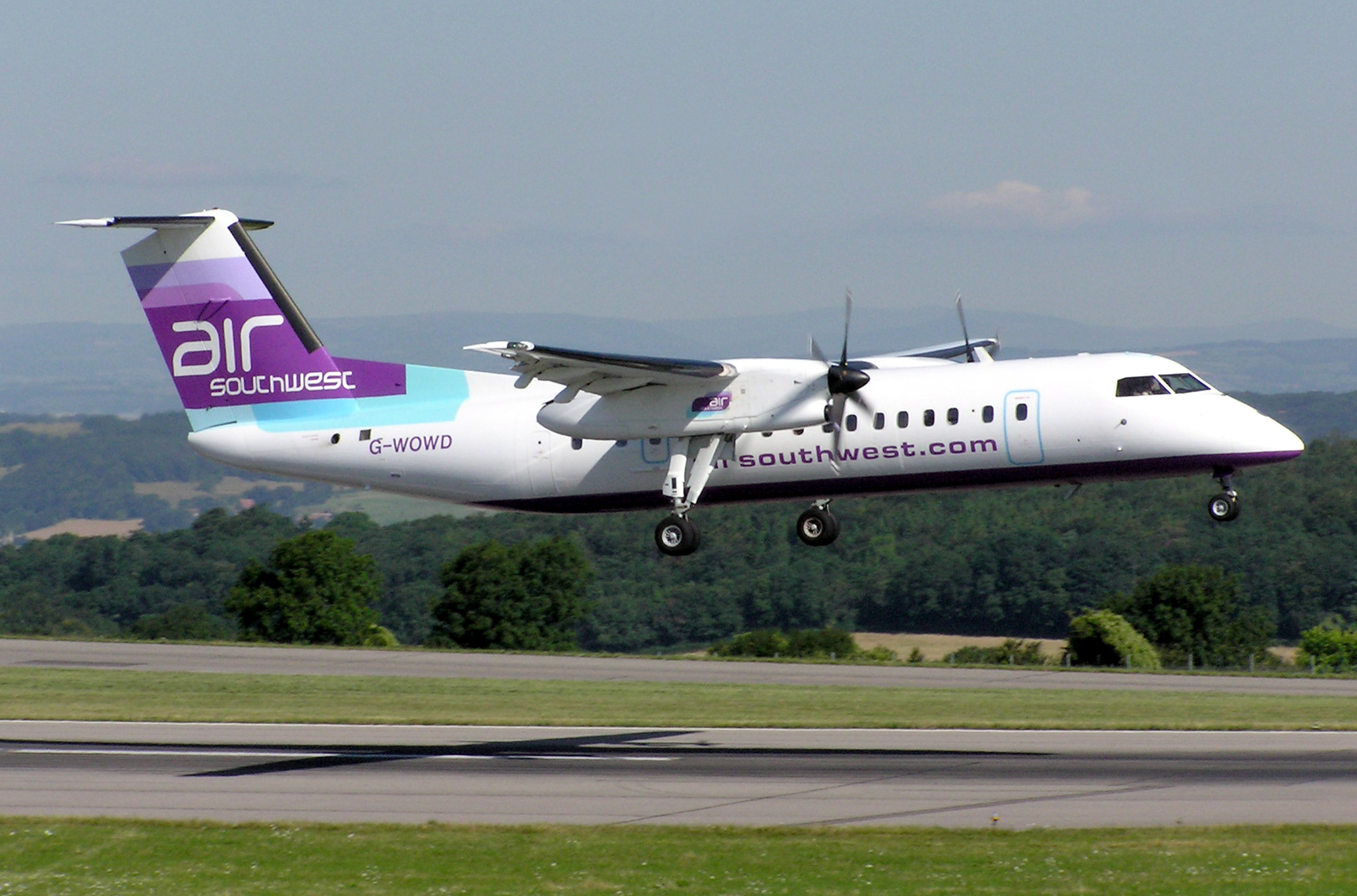
Air Southwest de Havilland Canada Dash 8 landt op Bristol International Airport, Engeland

Er vloog tijdens de zomer wekelijks een chartervlucht op zaterdagen tussen Jersey en Humberside Airport. De luchtvaartmaatschappij regelde ook chartervluchten voor Plymouth Argyle F.C. en vervoerde voor hun spelers wanneer zij uit moeten spelen. De luchtvaartmaatschappij maakte gebruik van goedkope internetboekingen, meer dan 90% van de reservering wordt via het internet geregeld. In de eerste achttien maanden vervoerde Air Southwest zo'n 200.000 reizigers, waardoor het aantal passagiers tussen Plymouth/Newquay en Londen Gatwick met 22% toenam. Sutton Harbour Holdings Plc was eigenaar van Air Southwest en bezat en regelde ook Plymouth City Airport.
De luchtvaartmaatschappij had 72 mensen in dienst en heeft Malcolm Naylor als baas. Deze werkte daarvoor als chief executive van Brymon Airways, een luchtvaartmaatschappij met als thuishaven Plymouth die in de jaren negentig deel werd van British Airways. Vanaf april 2006 leverde Air Southwest nieuwe vluchten vanaf Cardiff naar Newquay en vanaf Manchester en Bristol naar Norwich. Dit ging tezamen met een extra bemanning op het vliegveld van Bristol.
Op 15 juli 2011 had de eigenaar van  Air Southwest aangegeven de vluchtactiviteiten te gaan afbouwen en aan het eind van september 2011 de vluchtactiviteiten te staken wegens tegenvallende boekingsresultaten.

## Diensten
Air Southwest leverde de volgende diensten (november 2005):
- Plymouth naar Bristol, Jersey, Leeds/Bradford, Londen Gatwick en Manchester
- Newquay naar Bristol, Cardiff, Dublin, Leeds/Bradford, Londen Gatwick en Manchester
- Bristol naar Dublin, Jersey, Leeds/Bradford, Manchester, Norwich en Plymouth
- Cardiff naar Manchester en Newquay

## Luchtvloot
De luchtvloot van Air Southwest bestond uit de volgende vliegtuigen (jan.2008):
- 5 De Havilland Canada Dash 8-300's